# Jill Henselwood
Gillian „Jill“ Henselwood (* 1. November 1962 in Ottawa, Kanada) ist eine kanadische Springreiterin.
Seit 1989 reitet sie auf Grand-Prix-Level, im Jahr 1991 folgte ihr erster Nationenpreiseinsatz für Kanada.
Ihre erste Teilnahme an einem internationalen Championat hatte Jill Henselwood 1994 bei den Weltreiterspielen in Den Haag. Hier trat sie mit dem Pferd Canadian Colours an und erreichte mit der Mannschaft den 7. Rang, in der Einzelwertung den 33. Rang. Zwölf Jahre später erreichte sie mit Special Ed als Teil der kanadischen Mannschaft erneut den siebenten Rang. 
Ein Jahr später konnte sie bei den Panamerikanischen Spielen 2007 mit Special Ed Gold in der Einzelwertung und Silber in der Mannschaftswertung gewinnen.
Mit Mai 2008 gewann sie mit Special Ed den Großen Preis des CSIO 5* Madrid. Später im Jahr gewann sie bei den Olympischen Sommerspielen 2008  mit dem Pferd Special Ed zusammen mit Eric Lamaze, Mac Cone und Ian Millar die Mannschafts-Silbermedaille für Kanada. In der Einzelwertung erreichte sie Rang 27. Auch im Jahr 2012 war sie für die Olympischen Spiele nominiert.
Sie lebt in Oxford Mills, Ontario.

## Pferde
- Special Ed (* 1994), brauner Oldenburger Wallach, Vater: Argentinus, Muttervater: Grannus[4]
- Canadian Colours (* 1979), KWPN-Rappwallach, Vater: Nimmerdor, Muttervater: Doruto[5]